# Arak (Argélia)
Arak é uma vila na comuna de In Amguel, no distrito de Tamanrasset, província de Tamanghasset, Argélia.
Fica na rodovia nacional N1 na metade do caminho entre In Salah e Tamanrasset, perto dos desfiladeiros de Arak.